# Osenau
Osenau ist ein Ortsteil in Unterodenthal in der Gemeinde Odenthal im Rheinisch-Bergischen Kreis.

## Allgemeines
Osenau liegt westlich vom Ortskern Odenthals an der Grenze zu Leverkusen. Es besteht aus den beiden Teilen Alt-Osenau (eine Siedlung in der Nähe eines alten Gutshofes) und Neu-Osenau (ein Neubaugebiet, das durch die Firma Bayer erschlossen wurde). Neu-Osenau wiederum besteht aus zwei Hügeln.
Von den Hügeln Osenaus bietet sich eine gute Aussicht über die rheinische Tiefebene.
Durch Osenau fließt der Osenauer Bach.

## Geschichte
Der Name Osenau ist zusammengesetzt aus dem lateinischen ausu (das Ohr) und dem Wort Aue. Osenau war ein Gutshof von St. Gereon.
Aus einer erhaltenen Steuerliste von 1586 geht hervor, dass die Ortschaft Teil der Dorfhonschaft im Kirchspiel Odenthal war.
Die Topographia Ducatus Montani des Erich Philipp Ploennies, Blatt Amt Miselohe, belegt, dass der Wohnplatz 1715 als Freyhof kategorisiert wurde und mit Osenau bezeichnet wurde.
Carl Friedrich von Wiebeking benennt die Hofschaft auf seiner Charte des Herzogthums Berg 1789 als Osenau. Aus ihr geht hervor, dass Osenau zu dieser Zeit Teil von Unterodenthal in der Herrschaft Odenthal war.
Unter der französischen Verwaltung zwischen 1806 und 1813 wurde die Herrschaft aufgelöst. Osenau wurde politisch der Mairie Odenthal im Kanton Bensberg zugeordnet. 1816 wandelten die Preußen die Mairie zur Bürgermeisterei Odenthal im Kreis Mülheim am Rhein.
Der Ort ist auf der Topographischen Aufnahme der Rheinlande von 1824, auf der Preußischen Uraufnahme von 1840 und ab der Preußischen Neuaufnahme von 1892 auf Messtischblättern regelmäßig als Osenau verzeichnet.
Die Baudenkmalliste der Gemeinde Odenthal listet drei Baudenkmäler in Alt-Osenau auf: Den Hof Osenau (18. J.) in der Osenauer Straße 20/20a, in direkter Nachbarschaft das Schloss Osenau, Osenauer Straße 18 (Villa des Fabrikanten Otto Weiler – Ende 19. J. erbaut) sowie das Hof-Ensemble Untere Conrad-Valdor-Straße 1 aus dem 19. Jahrhundert.

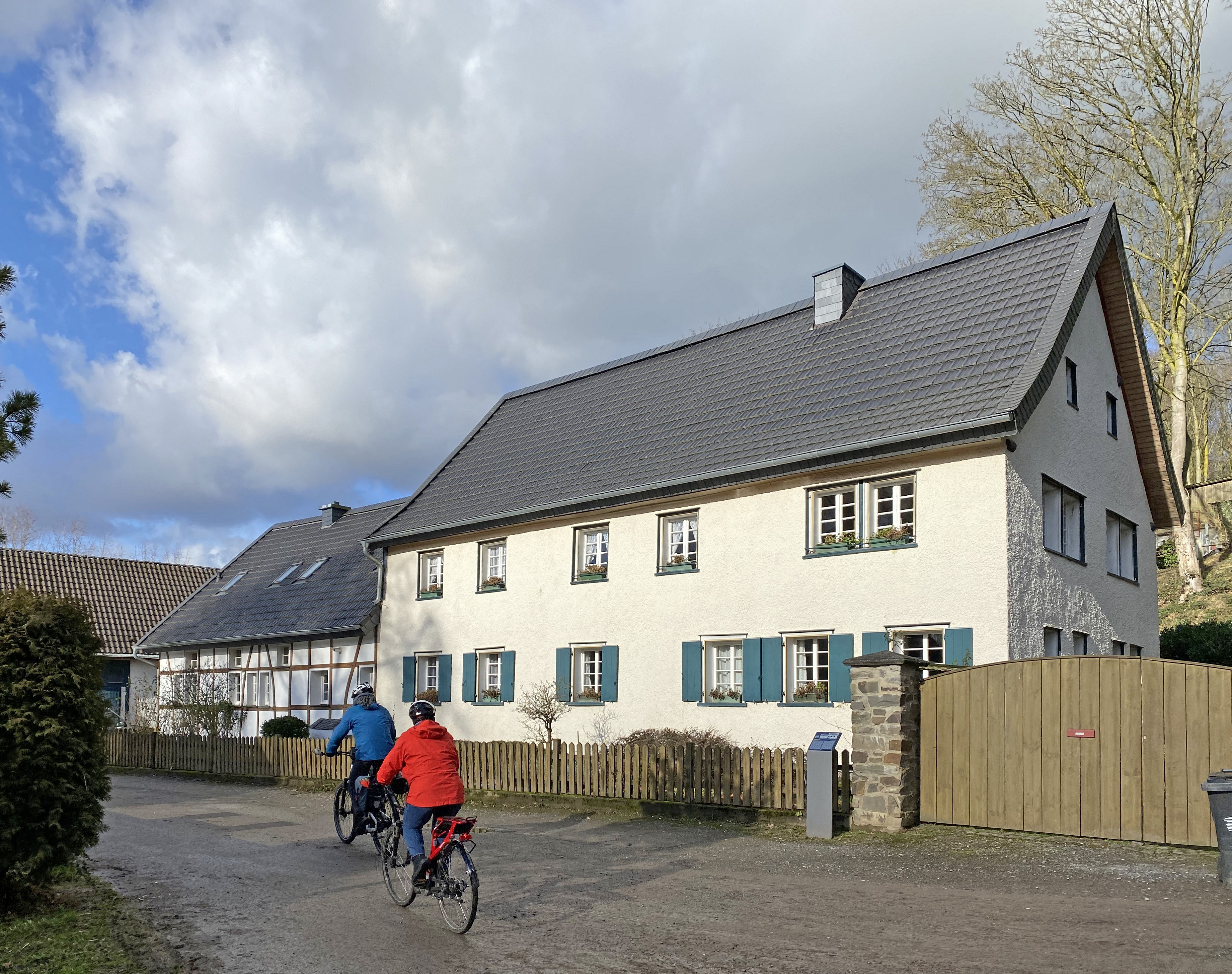
Hof Osenau
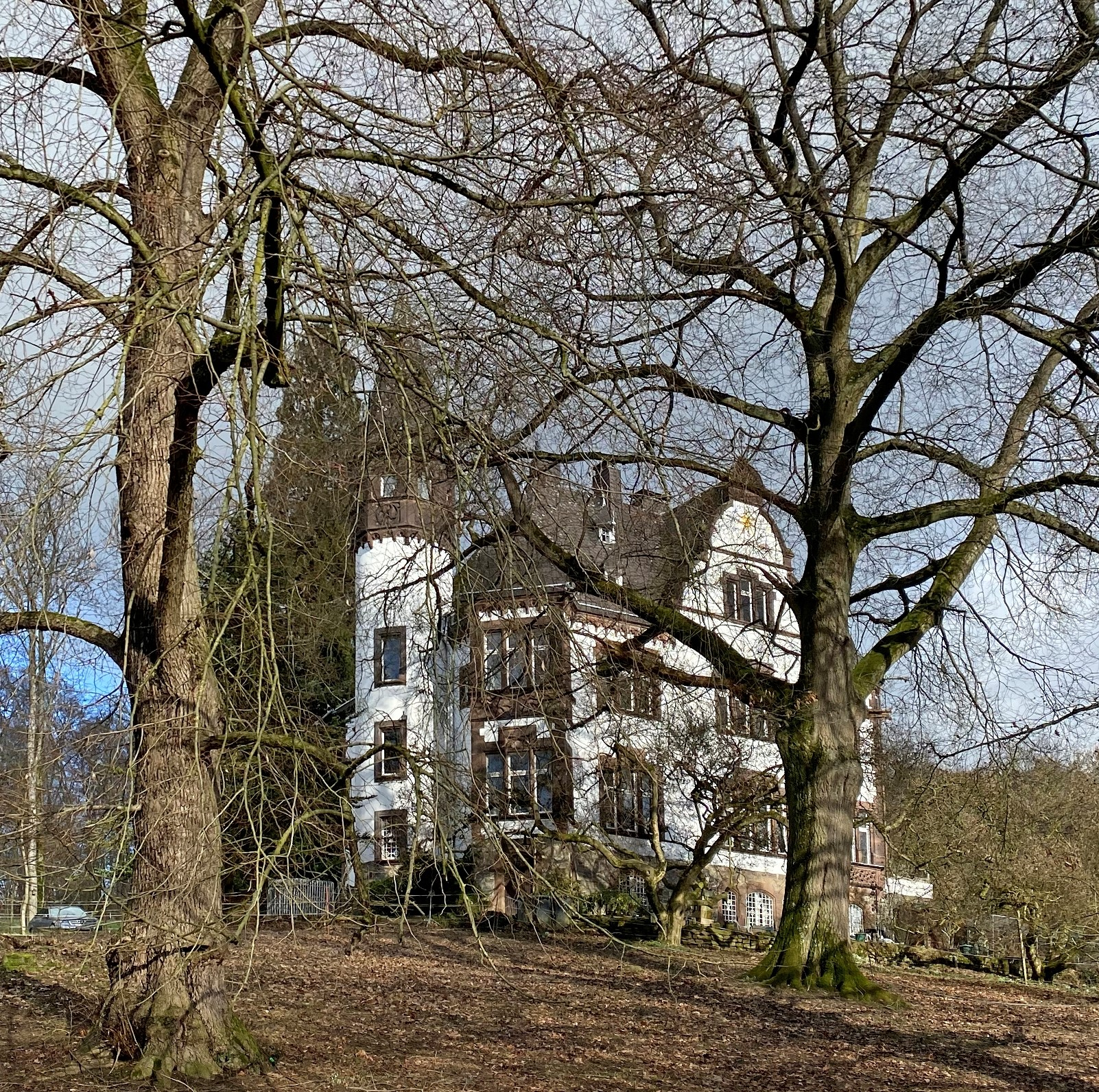
Schloss Osenau
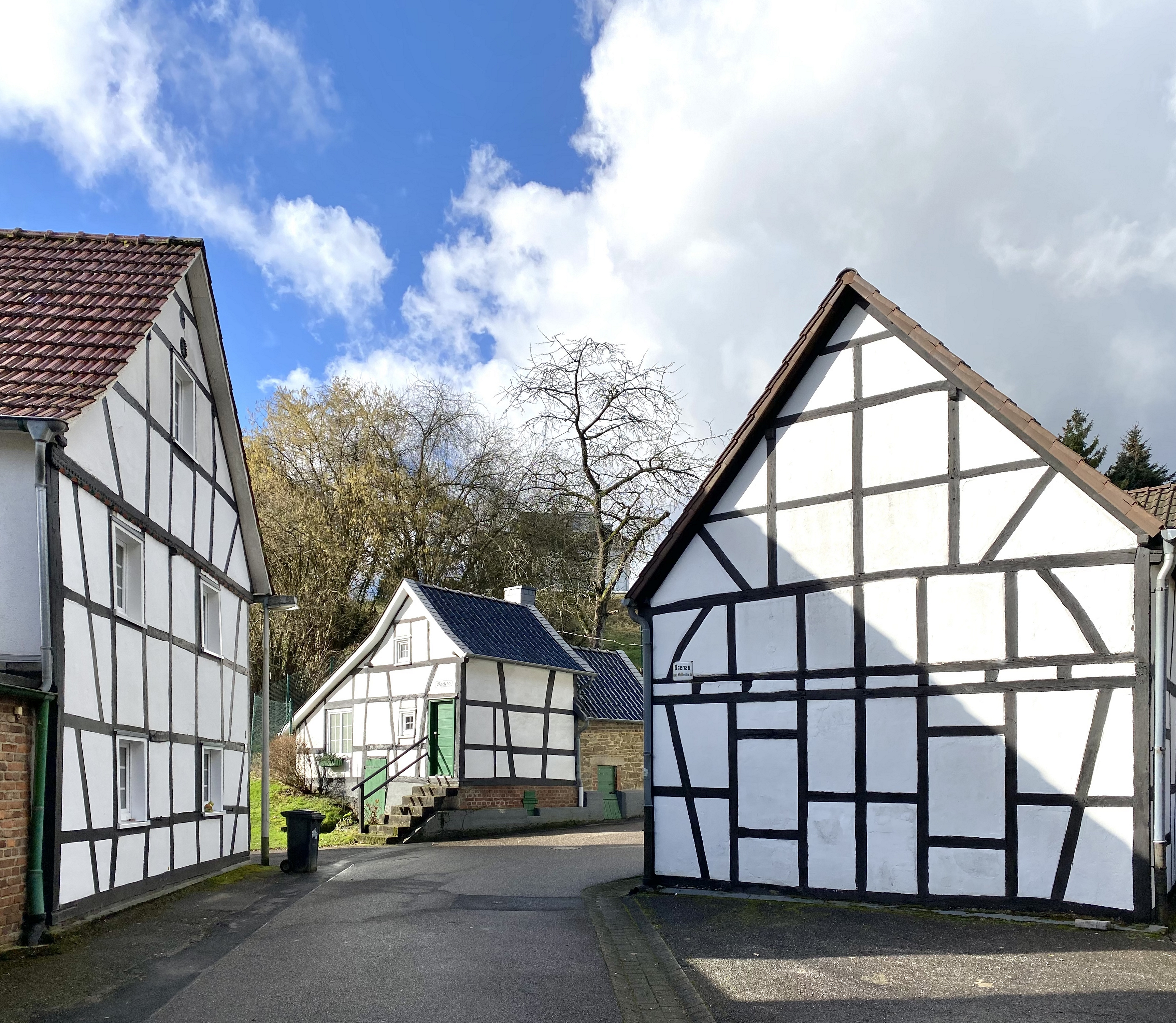
Fachwerk-Ensemble Untere Conrad-Valdor-Straße 1
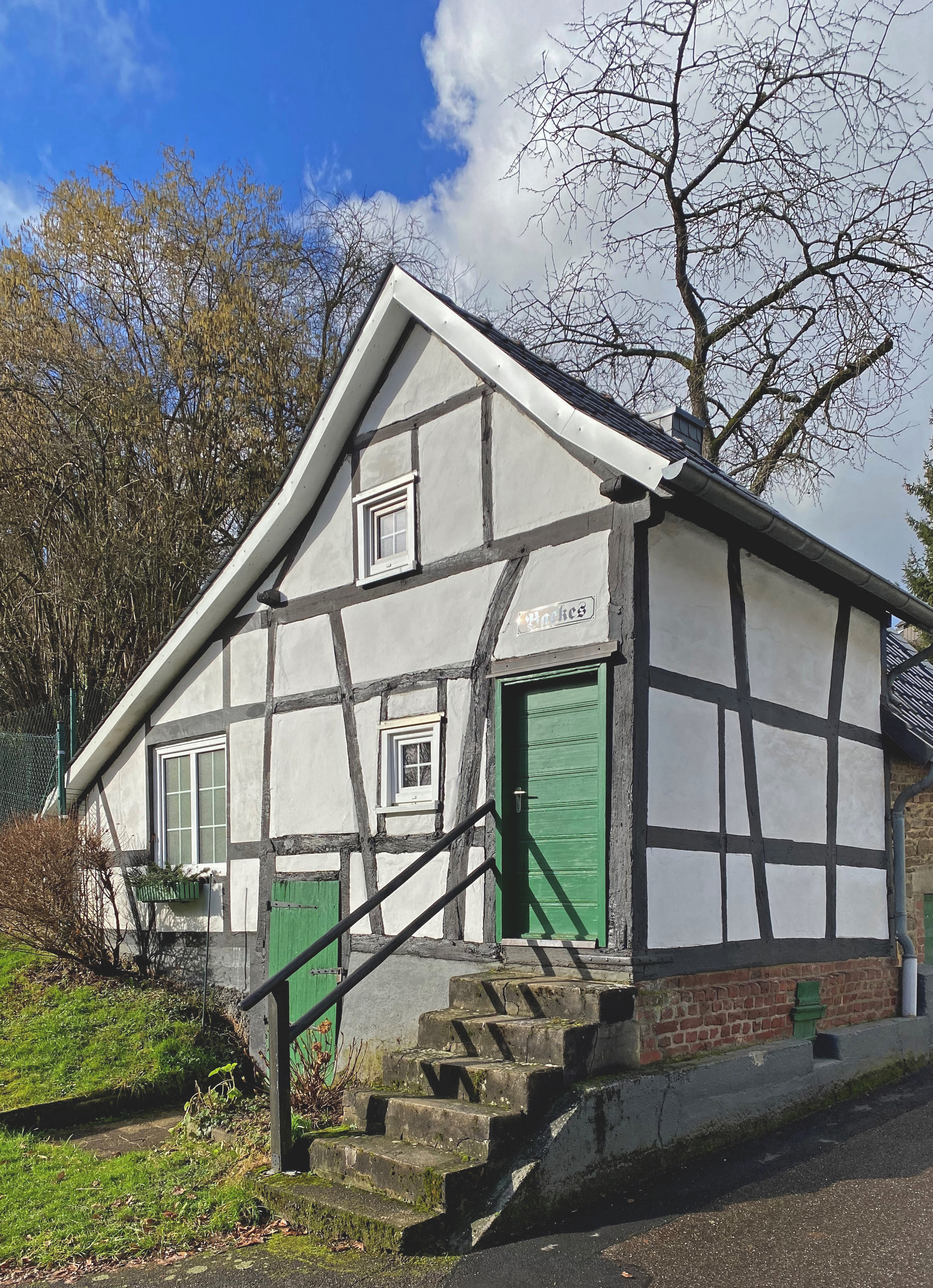
Altes Backhaus
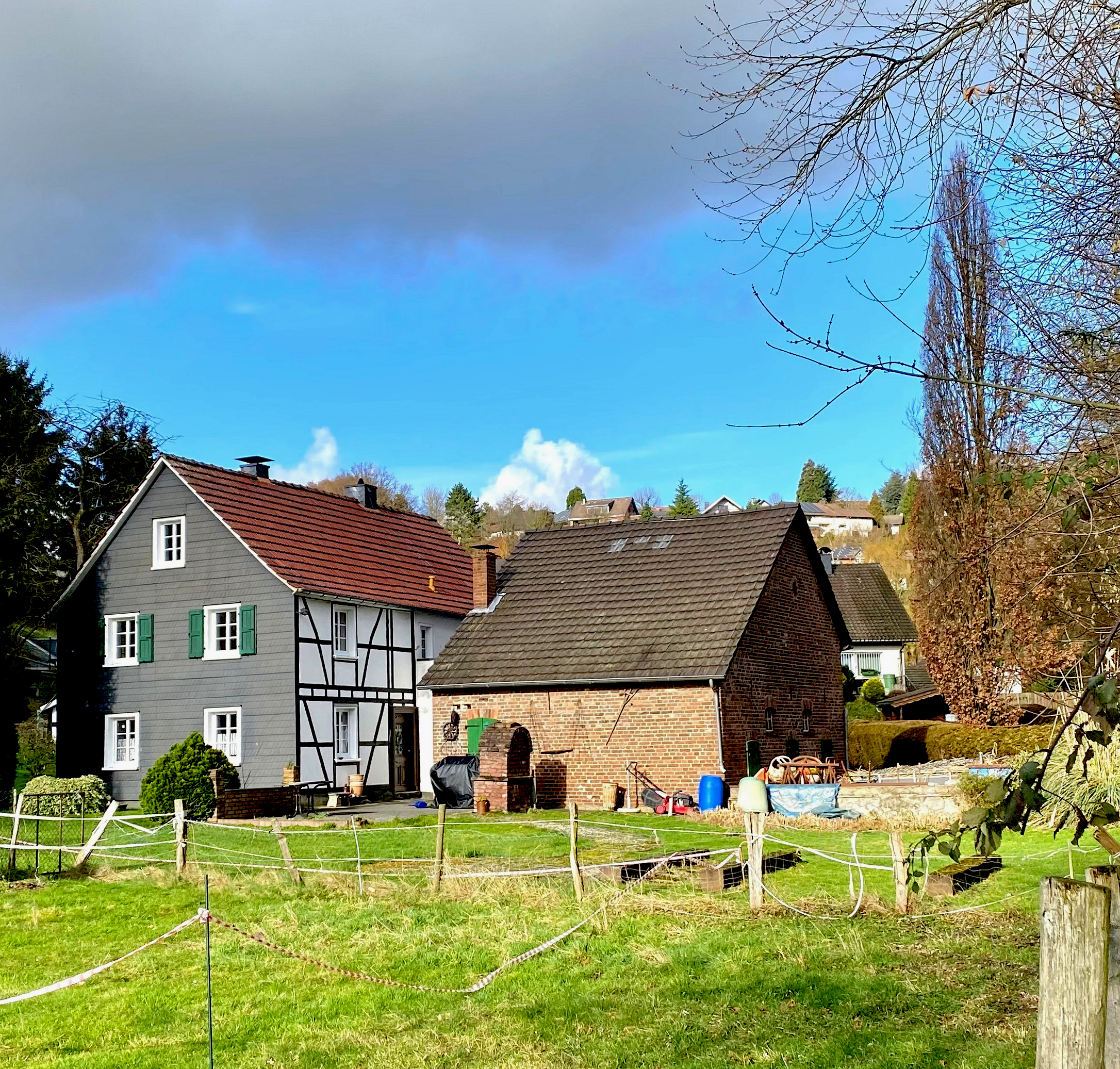
Bauernhof in Alt-Osenau

| Jahr | Einwohner | Wohn- gebäude | Kategorie  |
| ---- | --------- | ------------- | ---------- |
| 1822 | 60        |               | Ackergüter |
| 1830 | 78        |               | Ackergut   |
| 1845 | 73        | 10            | Ackergüter |
| 1871 | 63        | 11            | Hofstelle  |
| 1885 | 71        | 11            | Wohnplatz  |
| 1895 | 61        | 11            | Wohnplatz  |
| 1905 | 62        | 10            | Wohnplatz  |

## Infrastrukturelle Anbindung
In der näheren Umgebung befinden sich ein Kindergarten, eine Grundschule, eine Realschule, ein Gymnasium sowie Einkaufsmöglichkeiten im Ortskern von Odenthal.

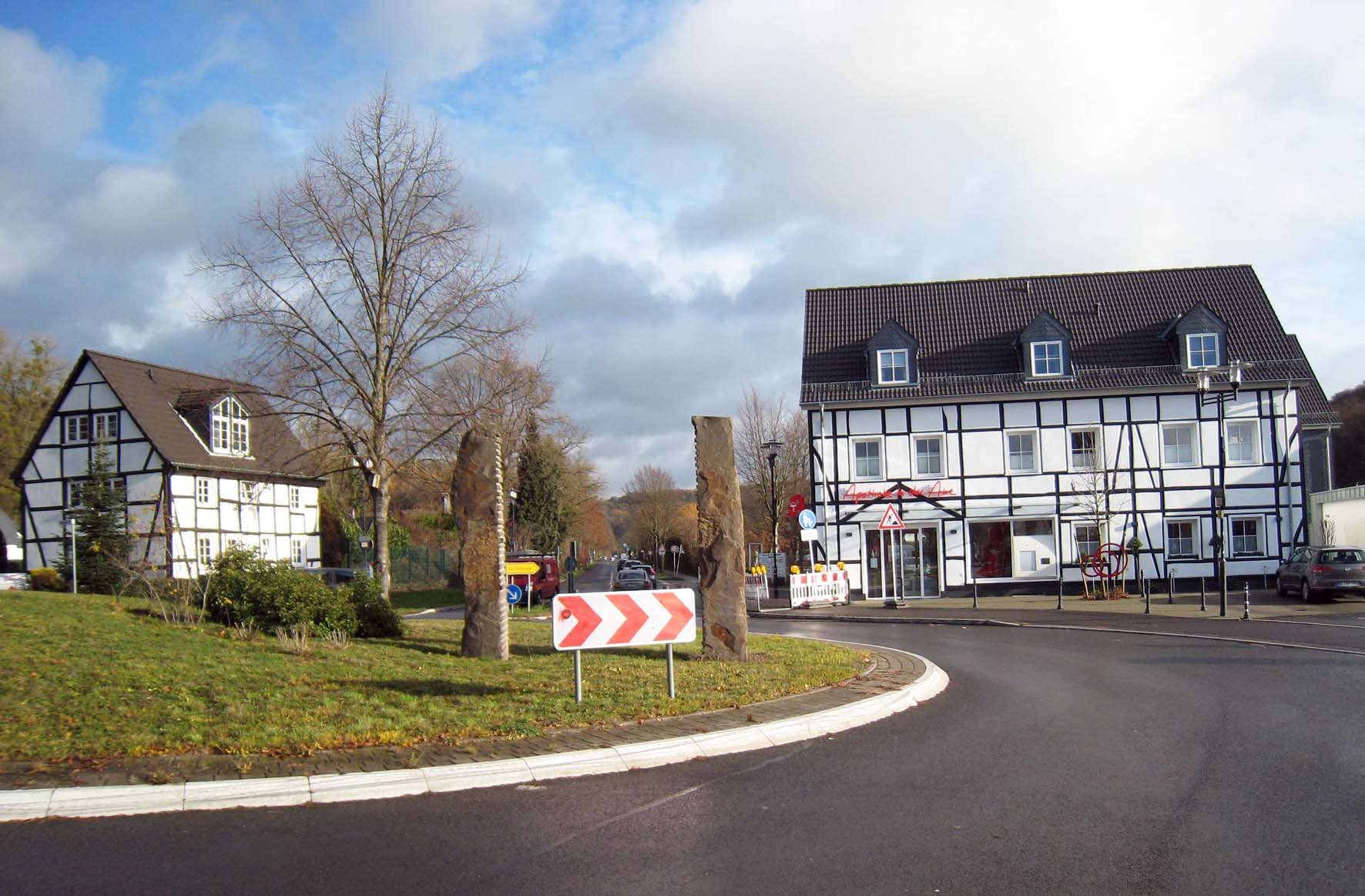
Kreisverkehr in Osenau mit Fachwerkhäusern

Osenau besitzt zwei Bushaltestellen:
Osenau-Nord:
Linie 212 von Leverkusen-Mitte (Bf.) nach Odenthal-Blecher
Osenau-Süd:
Linie 434 von Bergisch Gladbach (Bf.) nach Köln-Mülheim, Wiener-Platz
Linie 212 von Leverkusen-Mitte (Bf.) nach Odenthal-Blecher
Mit den zur Verfügung stehenden Schulbussen morgens und mittags ist es möglich, sämtliche weiterführenden Schulen in Leverkusen und Bergisch Gladbach zu besuchen.

## Persönlichkeiten
Berühmteste Einwohner Osenaus waren für einige Zeit der Mittelstürmer Ulf Kirsten, Mittelfeldspieler Hans-Peter Lehnhoff und Hans Jörg Butt vom Fußballklub Bayer 04 Leverkusen. Des Weiteren wohnt aktuell der ehemalige Geschäftsführer der Bayer 04 Fußball GmbH Wolfgang Holzhäuser in Osenau.